# Войновець-Лоборський
46°09′ пн. ш. 16°02′ сх. д. / 46.15° пн. ш. 16.04° сх. д.
Войновець-Лоборський (хорв. Vojnovec Loborski) — населений пункт у Хорватії, у Крапинсько-Загорській жупанії у складі громади Лобор.

## Населення
Населення за даними перепису 2011 року становило 416 осіб.
Динаміка чисельності населення поселення:

## Клімат
Середня річна температура становить 9,76 °C, середня максимальна – 23,33 °C, а середня мінімальна – -6,07 °C. Середня річна кількість опадів – 1018 мм.
| Клімат поселення                              | Клімат поселення | Клімат поселення | Клімат поселення | Клімат поселення | Клімат поселення | Клімат поселення | Клімат поселення | Клімат поселення | Клімат поселення | Клімат поселення | Клімат поселення | Клімат поселення | Клімат поселення |
| Показник                                      | Січ.             | Лют.             | Бер.             | Квіт.            | Трав.            | Черв.            | Лип.             | Серп.            | Вер.             | Жовт.            | Лист.            | Груд.            |                  |
| Середній максимум, °C                         | 5,38             | 7,22             | 11,24            | 15,45            | 20,26            | 23,33            | 22,72            | 22,24            | 18,32            | 13,36            | 7,88             | 4,44             |                  |
| Середня температура, °C                       | −0,34            | 1,49             | 5,52             | 9,72             | 14,54            | 17,60            | 19,32            | 18,83            | 14,92            | 9,96             | 4,48             | 1,05             |                  |
| Середній мінімум, °C                          | −6,07            | −4,24            | −0,21            | 4,00             | 8,81             | 11,88            | 15,92            | 15,44            | 11,53            | 6,58             | 1,09             | −2,34            |                  |
| Норма опадів, мм                              | 50               | 53               | 71               | 77               | 86               | 118              | 100              | 101              | 97               | 97               | 96               | 72               |                  |
| Середньомісячна швидкість вітру, м/с          | 1.88             | 2.06             | 2.43             | 2.42             | 2.27             | 2.02             | 1.94             | 1.80             | 1.81             | 1.88             | 1.98             | 1.97             |                  |
| Середньомісячна сонячна радіація, кДж/м²·день | 4065             | 6816             | 10475            | 14825            | 18867            | 20524            | 21476            | 18519            | 13762            | 8675             | 4563             | 3248             |                  |
| --------------------------------------------- | ---------------- | ---------------- | ---------------- | ---------------- | ---------------- | ---------------- | ---------------- | ---------------- | ---------------- | ---------------- | ---------------- | ---------------- | ---------------- |
| Джерело:                                      |                  |                  |                  |                  |                  |                  |                  |                  |                  |                  |                  |                  |                  |